# Paul-Gilbert Langevin
Paul-Gilbert Langevin, född 5 juli 1933 i Boulogne-Billancourt, död 4 juli 1986 i Paris, var en fransk musikforskare. Han specialiserade sig på att skriva böcker om klassisk musik från 1800-talet.
Han var son till fysikern Paul Langevin (1872-1946) och fysikern och forskaren Éliane Montel (1898-1993). Han studerade vid École supérieure de physique et de chimie industrielles de la ville de Paris, där hans far var direktör mellan 1925 och 1946.
Han studerade en universitetsexamen med inriktning på fysik, men klassisk musik blev hans passion, särskilt efter att ha träffat dirigenten Roberto Benzi och efter att ha lyssnat på Anton Bruckners sjunde symfoni.
Han arbetade senare som professor i fysiska vetenskaper vid Paris universitet, sedan vid Université Pierre-et-Marie-Curie. Efter, valde han att ägna sig åt forskning inom musikvetenskap.
1957 grundade han den franska föreningen "Anton Bruckner" och tidningen "L'Harmonie du monde".
Han skrev böcker och artiklar om klassisk musik från 1800-talet, i synnerhet Anton Bruckner, Franz Schubert, Guillaume Lekeu, Albéric Magnard, Guy Ropartz och Charles Koechlin. Han arbetade också aktivt som musikkritiker för tidningar, bland annat "Le Monde de la musique".
Langevin dog av njurcancer den 4 juli 1986, en dag före sin 53:e födelsedag.